# Richard Trevithick
Richard Trevithick (Tregajorran, 13 aprile 1771 – Dartford, 22 aprile 1833) è stato un inventore e ingegnere britannico.

## Biografia
Nacque in un piccolo villaggio della Cornovaglia, parte della parrocchia di Illogan, tra Camborne e Redruth.
Progettò la prima locomotiva a vapore funzionante. Il suo principale interesse, durante gli anni della formazione, non furono le materie scolastiche, ma lo sport, e, data la sua notevole statura, era soprannominato il gigante della Cornovaglia, oltre che avere, verso i 18 anni, la reputazione di essere uno dei migliori lottatori della regione stessa.
Come normale per quei tempi, Trevithick cominciò a lavorare nella miniera di Wheal Treasury dove il padre era già impiegato, e dove rivelò ben presto attitudini all'ingegneria. Dopo aver migliorato il motore del Bull Steam, venne promosso ingegnere alla miniera di Penzance, dove sviluppò un motore ad alta pressione funzionante che venne presto molto richiesto nelle zone minerarie della Cornovaglia e del Galles del Sud per trasportare i minerali e i detriti delle lavorazioni.

## Opere

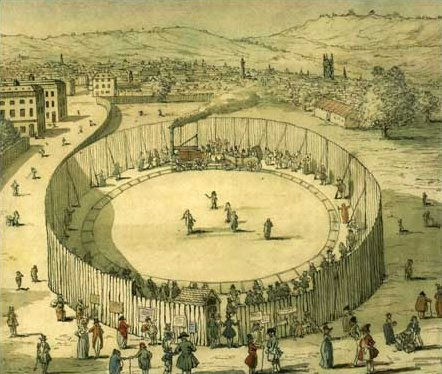
Stampa del 1808 sull'esibizione della locomotiva di Trevithick, la "Catch Me Who Can"

Sperimentò la produzione di una locomotiva a vapore. Cominciò con una macchina in miniatura e, prima del 1796, ne aveva prodotta una perfettamente funzionante. La caldaia e il motore erano un pezzo unico: l'acqua calda veniva versata nella caldaia e un metallo riscaldato vi veniva inserito, producendo del vapore che riusciva a far muovere il motore stesso. A questo punto, era giunto il momento di costruire un motore a grandezza naturale, non in miniatura, adatto alle strade: la vigilia di Natale del 1801 lo usò per trasportare alcuni amici in gita. Le caratteristiche principali di questa locomotiva erano una caldaia cilindrica orizzontale e un singolo pistone/cilindro all'interno. Il pistone, mosso avanti e indietro nella sua sede dalla pressione del vapore, era collegato a una biella, che a sua volta trasmetteva il movimento a una ruota. Venne soprannominata puffing devil, il diavolo sbuffante, anche se poteva percorrere solo brevi tragitti poiché Trevithick non aveva ancora trovato il modo di mantenere il vapore alla pressione richiesta/necessaria abbastanza a lungo.
Nonostante questi problemi iniziali, partì per Londra dov'era intenzionato a mostrare ad eminenti studiosi dell'epoca, tra cui Humphrey Davy, la sua invenzione. Anche James Watt aveva preso in considerazione l'idea di usare una tecnologia simile, ma l'aveva accantonata ritenendola troppo rischiosa. I suoi argomenti si basavano sul fatto che, a suo avviso, il vapore ad alte temperature avrebbe causato delle esplosioni alquanto pericolose. Successivamente, Trevithick accusò Watt e il socio, Matthew Boulton, d'aver usato la loro influenza per convincere il Parlamento ad emanare una legge che bandisse i suoi esperimenti con le locomotive a vapore. Nel 1803, una società, la Vivian & West, accettò di finanziare gli esperimenti. Richard Trevithick espose la sua locomotiva nella capitale, ma dopo solo qualche giorno si verificarono delle difficoltà che impedivano il traino di una vettura. Ciò causò il disappunto dei finanziatori che si ritirarono dal progetto.
Trevithick fu abbastanza abile da trovare velocemente un altro finanziatore, Samuel Homfray, proprietario delle acciaierie Penydarren a Merthyr Tydfil e, nel febbraio 1804 fu in grado di produrre il primo motore a vapore che potesse correre senza problemi sui binari.
La locomotiva, chiamata Penydarren, con un singolo cilindro verticale, un volano di circa 8 piedi e una biella molto lunga, poteva trasportare 10 tonnellate di ferro, 70 passeggeri e 5 vagoni dalle acciaierie al canale della città. Un tragitto di 9 miglia, durante il quale la locomotiva riusciva a raggiungere la velocità di 5 miglia orarie. Trevithick usava l'accorgimento molto importante di lasciar uscire dal comignolo il vapore di scarico del cilindro, producendo in questo modo un risucchio, detto tiraggio, che attirava l'aria in maniera molto più potente attraverso la caldaia, favorendo la combustione.
Ma la Penydarren riuscì a compiere solo 3 viaggi, durante ognuno dei quali il motore, pesante ben 7 tonnellate, ruppe i binari in ghisa. Homfray concluse quindi che l'invenzione non fosse comunque competitiva e che difficilmente avrebbe potuto ridurre i costi di trasporto per la sua industria, decidendo d'abbandonare il progetto. Sempre nel 1804 produsse la locomotiva Coalbrookdale.